# Gelbfrüchtiger Nachtschatten
Der Gelbfrüchtige Nachtschatten oder Rotfrüchtige Nachtschatten (Solanum villosum) ist eine Pflanzenart aus der Gattung der Nachtschatten (Solanum).

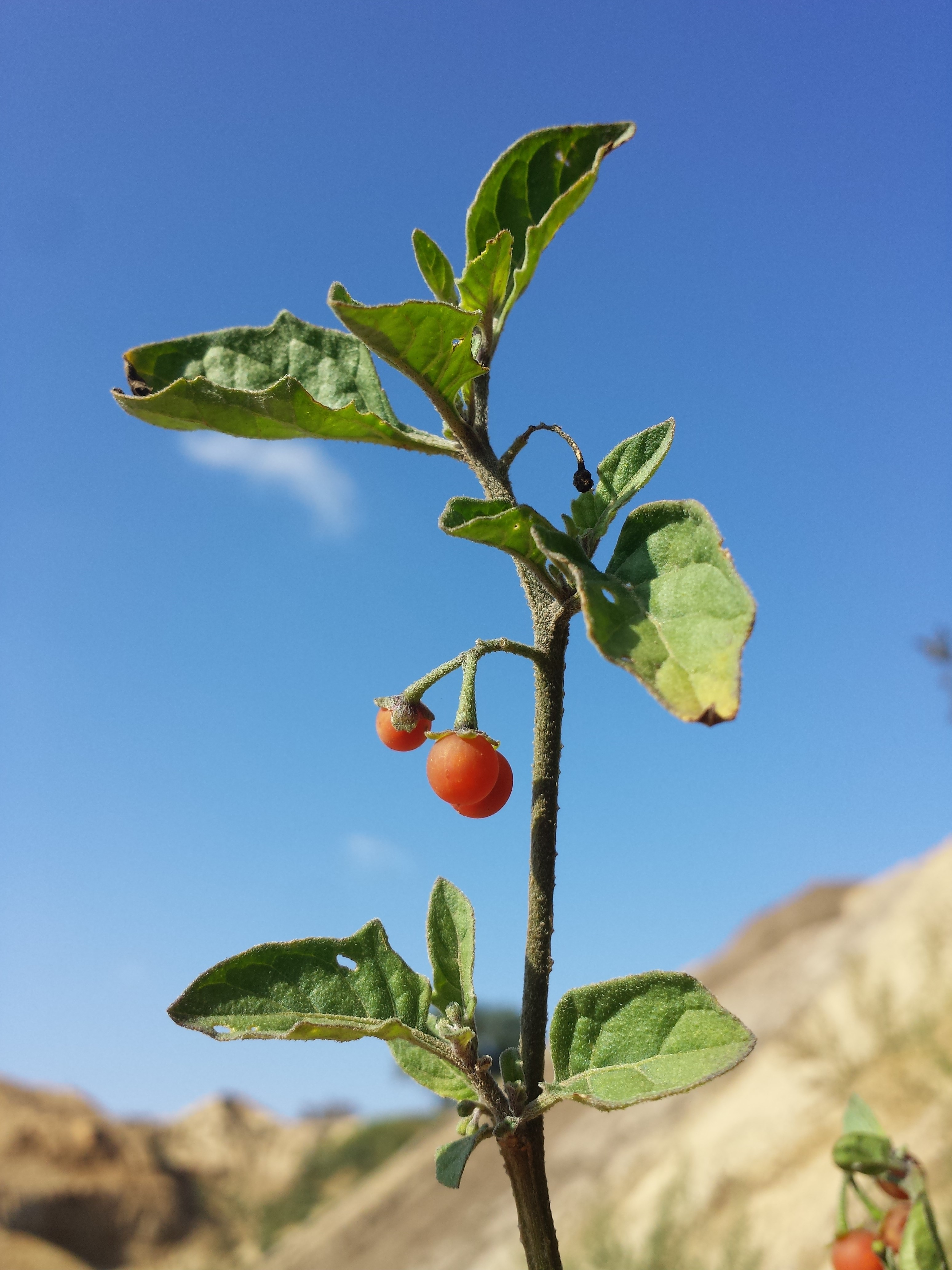
Solanum villosum subsp. alatum, Habitus

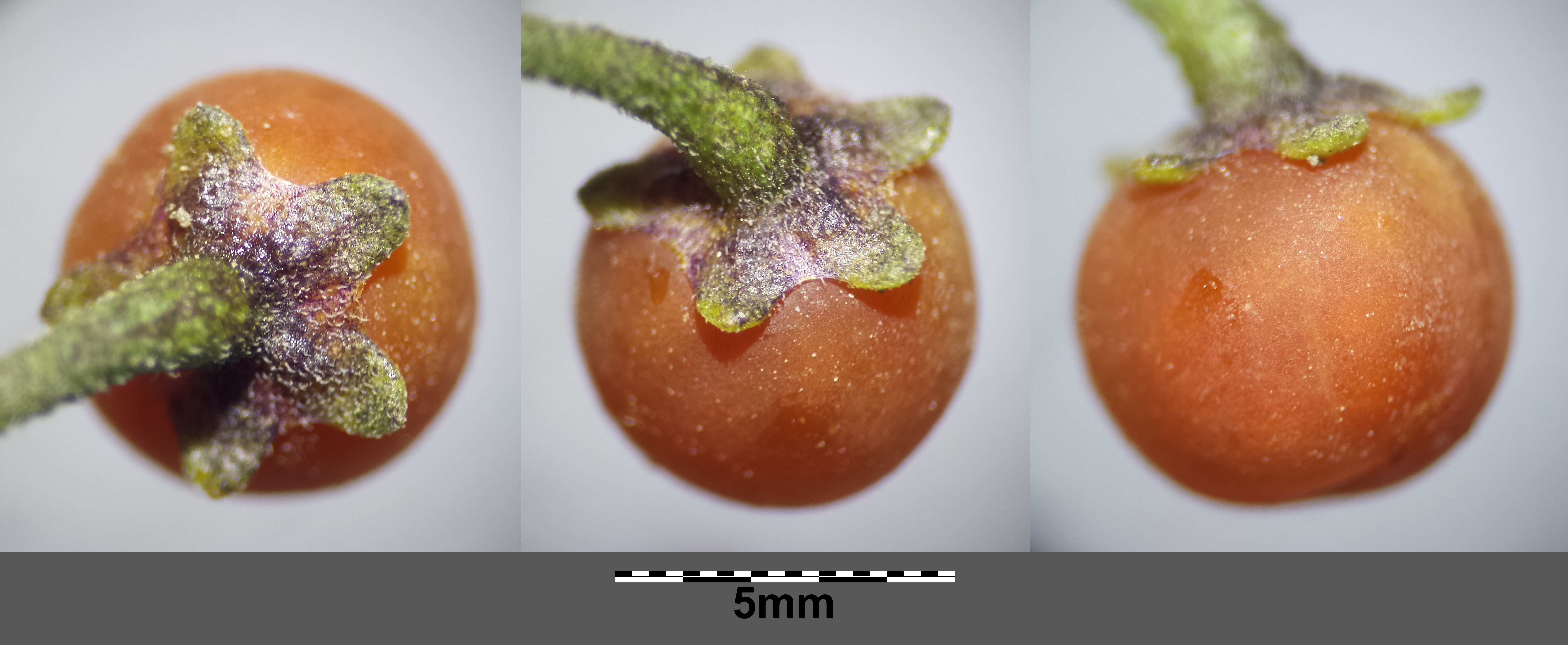
Solanum villosum subsp. alatum, Früchte

## Beschreibung

### Vegetative Merkmale
Der Gelbfrüchtige Nachtschatten ist eine 40 bis 70 cm hohe krautige Pflanze. Die ganze Pflanze hat einen unangenehmen, entfernt moschusähnlichen Geruch. Die Blätter und Stängel der Pflanze sind leicht bis dicht behaart. Sie besitzt längliche, elliptische Blätter, welche sich wechselständig am Stängel befinden. Die Blätter werden 4 bis 8 cm lang und 3 bis 6 cm breit. Sie sind gestielt und ausgeschweift oder stumpf buchtig gezähnt. Beim Trocknen werden die Blätter gelbgrün.

### Generative Merkmale
Blütezeit ist Juli bis Oktober. Die Kelchzipfel sind lineal. Die Blütenkrone ist weiß und etwa zwei- bis viermnal so lang wie der Kelch. Die Staubfäden sind etwas so lang wie die Staubbeutel. Äußerlich sieht der Gelbfrüchtige Nachtschatten dem Schwarzen Nachtschatten (Solanum nigrum) sehr ähnlich, nur durch die Farbe der Beeren lassen sich die beiden Pflanzen eindeutig unterscheiden. Die Beeren sind anfangs grün, reif sind sie gelb-braun, orange bis rot und werden bis zu 1 cm groß.
Die Chromosomenzahl beträgt (für beide Unterarten) 2n = 48.
Besondere Vorsicht gilt es beim Sammeln von wilden Tomaten zu wahren, da diese leicht mit dem giftigen Gelbfrüchtigen Nachtschatten verwechselt werden können.

## Standorte  und Verbreitung
Die Standorte befinden sich zwischen 100 und 1300 Metern über NN. Die Pflanze bevorzugt wärmere Standorte und kommt in Deutschland meist im wärmeren Tiefland vor. Der Gelbfrüchtige Nachtschatten bevorzugt Hänge und Böschungen und wächst oft in der Nähe von Straßen. Dabei wächst der Gelbfrüchtige Nachtschatten meist in sonnigen Plätzen.
Der Gelbe Nachtschatten kommt ursprünglich von Europa bis Indien und China, auf der Arabischen Halbinsel und in Afrika von Marokko bis Mosambik vor. In Nordamerika, Australien und Südafrika ist er ein Neophyt.

## Systematik und Taxonomie
Es existieren zwei Unterarten:
- Rotfrüchtiger Nachtschatten (Solanum villosum subsp. alatum (Moench) Dostál). Sie wird von einigen Autoren auch als eigene Art, Solanum alatum Moench, angesehen.[6]
- Gelbfrüchtiger Nachtschatten (Solanum villosum subsp. villosum): Er ist in Mitteleuropa eine Charakterart des Hordeetum murini aus dem Sisymbrion-Verband.[3]

Der Gelbe Nachtschatten wurde 1768 von Philip Miller in The gardeners dictionary ed. 8.: n.° 2 als Solanum villosum erstbeschrieben. Synonyme von Solanum villosum Mill. sind Solanum luteum Mill., Solanum villosum Lam., Solanum aegyptiacum Forssk. und Solanum flavum Kit. ex Schult.

## Nutzung
Der Gelbfrüchtige Nachtschatten ist giftig, die Pflanze beinhaltet verschiedene glycosidisch gebundene Steroidglycoside. Trotzdem wird der Gelbfrüchtige Nachtschatten gelegentlich als Nutzpflanze angebaut. Dabei werden meist die Beeren des Gelbfrüchtigen Nachtschatten verwendet. Zumindest von der Unterart alatum werden auch die Blätter der Pflanze als Gemüse verwendet.